# Puissance protectrice
Ne doit pas être confondu avec Protectorat.
 (septembre 2024).

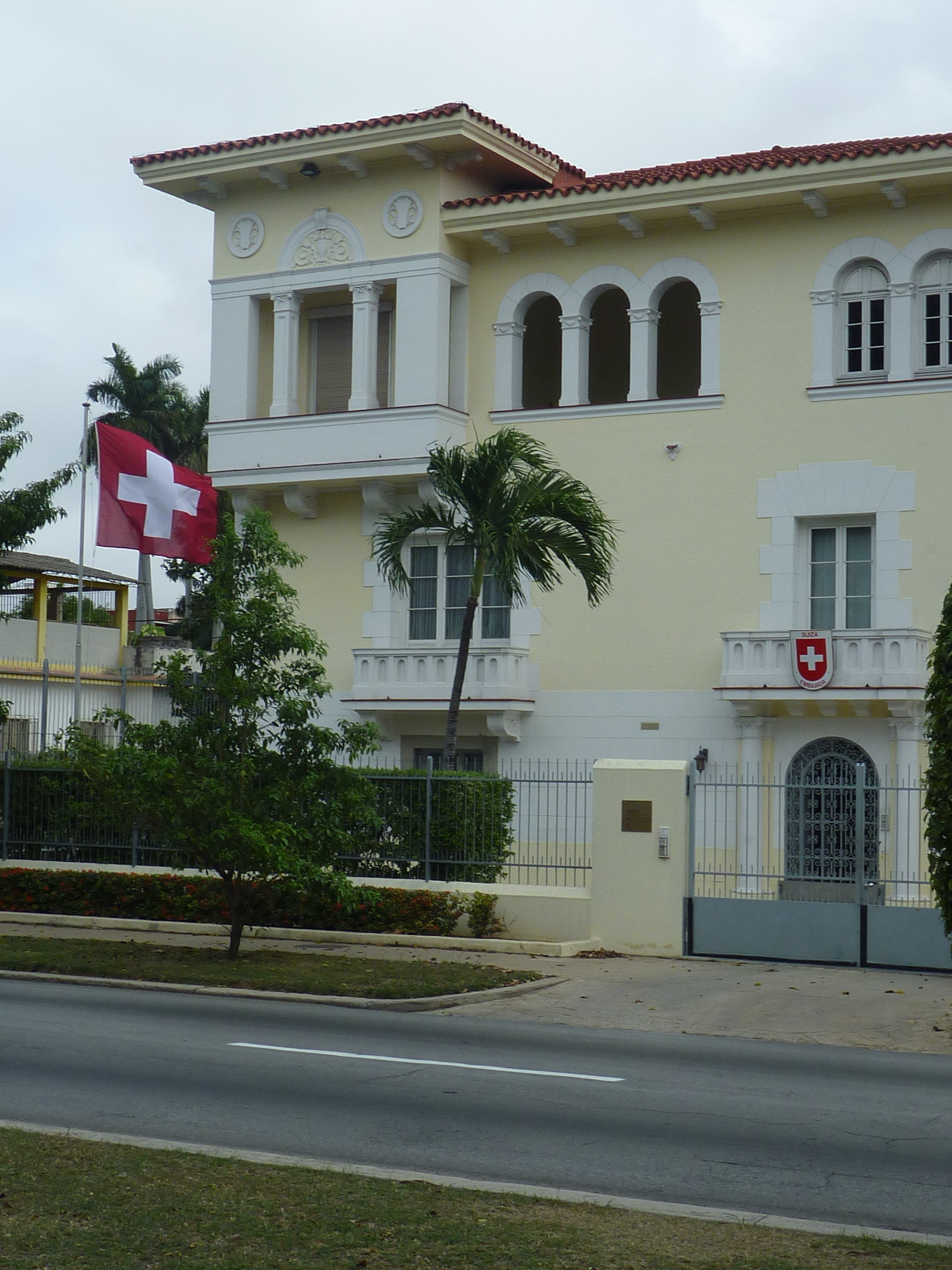
À partir de 1961 et jusqu'en 2015, date à laquelle les relations diplomatiques entre les deux parties sont rétablies, la Suisse était la puissance protectrice des États-Unis à Cuba. La Section des intérêts des États-Unis à La Havane, bien que mise en œuvre par du personnel du Service extérieur des États-Unis, était officiellement une section de l'ambassade suisse.

La notion de « puissance protectrice » s'entend d'un État neutre ou d'un État non partie à un conflit entre deux États tiers qui, désigné par l'un d'eux et accepté par la partie adverse, est disposé à exercer certaines fonctions diplomatiques conformément au protocole additionnel I aux conventions de Genève de 1949. L'article 45 c) en précise que « L'État accréditant peut confier la protection de ses intérêts et de ceux de ses ressortissants à un État tiers acceptable pour l'État accréditaire ».
Lors d'un conflit armé, les belligérants peuvent bénéficier des services de puissances protectrices. Ce sont des pays autorisés, en vertu des conventions de Genève de 1949, à effectuer certaines tâches diplomatiques pendant le conflit. Les puissances protectrices, en vertu de l'article 8 de la convention III de Genève, sauvegardent les intérêts des belligérants. Les tâches inhérentes à cette mission peuvent être réalisées par le CICR si les parties au conflit ne parviennent pas à s'accorder sur le choix de leurs puissances protectrices respectives. Les puissances protectrices jouent un rôle d'intermédiaire entre les parties en conflit et veillent au respect du droit humanitaire. Le concept de puissance protectrice a été formellement adopté à la suite de la Convention de Vienne sur les relations diplomatiques (1961).

## Mandats actuels
| Puissance protectrice | Pays protégé    | Pays receveur   | Mandat                                | Remarques                                      |
| --------------------- | --------------- | --------------- | ------------------------------------- | ---------------------------------------------- |
| Brésil                | Argentine       | Venezuela       | Mandat global                         |                                                |
| Brésil                | Pérou           | Venezuela       | Mandat global                         |                                                |
| Canada                | Israël          | Cuba            |                                       |                                                |
| Canada                | Israël          | Venezuela       | Représentation des intérêts           |                                                |
| République tchèque    | États-Unis      | Syrie           | Représentation des intérêts           |                                                |
| Grèce                 | Égypte          | Qatar           | Mandat global                         |                                                |
| Italie                | Canada          | Iran            | Mandat global                         |                                                |
| Oman                  | Iran            | Canada          | Mandat global                         |                                                |
| Pakistan              | Iran            | États-Unis      | Représentation des intérêts           |                                                |
| Roumanie              | Australie       | Syrie           | Mandat global                         |                                                |
| Roumanie              | Canada          | Syrie           | Mandat global                         |                                                |
| Roumanie              | France          | Syrie           | Mandat global                         |                                                |
| Roumanie              | Moldavie        | Syrie           | Mandat global                         |                                                |
| Espagne               | Venezuela       | Israël          | Représentation des intérêts           |                                                |
| Suède                 | Australie       | Corée du Nord   | Mandat global                         |                                                |
| Suède                 | Canada          | Corée du Nord   | Mandat global                         |                                                |
| Suède                 | Danemark        | Corée du Nord   | Mandat global                         |                                                |
| Suède                 | Espagne         | Corée du Nord   | Procédure de demande de visa Schengen |                                                |
| Suède                 | États-Unis      | Corée du Nord   | Mandat global                         |                                                |
| Suède                 | Finlande        | Corée du Nord   | Mandat global                         |                                                |
| Suède                 | Islande         | Corée du Nord   | Mandat global                         |                                                |
| Suède                 | Italie          | Corée du Nord   | Procédure de demande de visa Schengen |                                                |
| Suède                 | Norvège         | Corée du Nord   | Mandat global                         |                                                |
| Suisse                | Arabie saoudite | Iran            | Mandat global                         |                                                |
| Suisse                | États-Unis      | Iran            | Représentation des intérêts           |                                                |
| Suisse                | États-Unis      | Venezuela       |                                       | Crise présidentielle de 2019-2020 au Venezuela |
| Suisse                | Géorgie         | Russie          | Représentation des intérêts           |                                                |
| Suisse                | Mexique         | Équateur        | Mandat global                         |                                                |
| Suisse                | Iran            | Arabie saoudite | Mandat global                         |                                                |
| Suisse                | Iran            | Égypte          | Représentation des intérêts           |                                                |
| Suisse                | Russie          | Géorgie         | Représentation des intérêts           |                                                |
| Turquie               | États-Unis      | Libye           | Représentation des intérêts           |                                                |
| Turquie               | Venezuela       | États-Unis      |                                       | Crise présidentielle de 2019-2020 au Venezuela |

## Puissances protectrices

### Suède
Depuis la guerre de Corée, la Suède, en tant qu’État neutre, représente en Corée du Nord les intérêts de l'Australie, du Canada, du Danemark, des États-Unis, de la Finlande, de l'Islande et de la Norvège. De plus, avec la Suisse et auparavant la Tchécoslovaquie et la Pologne, la Suède fait partie de la Commission de supervision des nations neutres en Corée (CSNN/NNSC).

### Suisse
Le rôle de la Confédération suisse en tant que puissance protectrice est ancien et important en raison de sa neutralité perpétuelle. La Suisse a joué le rôle d’intermédiaire pour la première fois durant la Guerre franco-allemande de 1870 en représentant en France le Royaume de Bavière et le Grand-Duché de Bade. Puis la diplomatie suisse a continué à assurer ce type de mandat pendant les deux guerres mondiales. Durant la Seconde Guerre mondiale, elle a représenté les intérêts de 35 États, dont certaines des grandes puissances en guerre, à travers plus de 200 mandats ponctuels. Le plus éminent des médiateurs fut Walter Stucki, qui représentait plus de 20 États auprès du régime de Vichy en France entre 1940 et 1944.
Par la suite la Confédération a été très active pendant la guerre froide. Entre 1946 et 1964, elle avait 46 mandats, et plus particulièrement durant certains événements : crise de Suez en 1956, crise des missiles de Cuba en 1962, guerre du Kippour en 1973, crise des otages américains en Iran entre 1979 et 1981, guerre Iran-Irak entre 1980 et 1988, ainsi que durant la fin de la guerre froide en 1991.
La Suisse a représenté les intérêts iraniens en Israël de 1958 à 1987, en Irak de fin 1971 à 1973 et en Afrique du Sud de 1979 à 1994. Depuis 1979, elle représente les intérêts de l'Iran en Égypte. La Suisse a également représenté les intérêts de l'Inde au Pakistan et vice-versa, de 1971 à 1976, à la suite de la guerre de libération du Bangladesh. La Suisse a représenté les intérêts des États-Unis à Cuba de 1961 à 2015 et fait de même pour ceux de Cuba aux États-Unis depuis 1991.
Depuis la deuxième guerre d'Ossétie du Sud en 2008, la Suisse représente les intérêts géorgiens auprès de la Russie et inversement. Actuellement[Quand ?], elle exerce également des mandats de ce type pour l’Iran, les États-Unis et l’Arabie saoudite. La crise américano-iranienne de 2019-2020 engendre un fort regain d'activité de la représentation diplomatique suisse à Téhéran pour la transmission des messages de Washington.
Dans une interview donnée à la revue Le Grand Continent, Livia Leu Agosti, ambassadrice de Suisse en Iran de 2009 à 2013, décrit le mandat de protection de la Suisse en Iran de la manière suivante :

« Le mandat de protection en Iran est l’un des plus complets : La Suisse fournit des services consulaires aux ressortissants américains présents en Iran – à l’exception de l’octroi de visas. Au niveau diplomatique, elle offre un canal confidentiel pour maintenir un minimum de communication entre les deux gouvernements qui ne se parlent plus directement. »